# Ken Hanson
Ken Hanson (Southington, Connecticut, 14 april 1982) is een Amerikaans wielrenner die anno 2015 uitkomt voor UnitedHealthcare. Hij begon zijn professionele carrière in 2007 bij het nieuw gevormde BMC Racing Team, maar verkaste na een jaar alweer naar een amateurploeg. In 2009 keerde hij terug in het profpeloton en wist in 2010 tweede te worden op het nationale kampioenschap criterium en eindigde datzelfde jaar als vijfde in de Ronde van Rio de Janeiro.

## Belangrijkste overwinningen
2007
2e etappe deel B Giro della Regione Fiuli Venezia Giulia (ploegentijdrit)
2008
Pine Flat Road Race
1e etappe Rás Tailteann
2e etappe Priority Health Grand Cycling Challenge
2010
5e etappe Nature Valley Grand Prix
2011
9e etappe Ronde van Korea
2012
1e, 5e, 6e en 10e etappe Ronde van Uruguay
7e en 8e etappe Ronde van Korea
1e etappe Tulsa Tough
Eindklassement Tulsa Tough
2e en 3e etappe Ronde van Elk Grove
Gooikse Pijl
2013
3e etappe Ronde van Alentejo

## Ploegen
- 2007- BMC Racing Team
- 2009- Team Type 1
- 2010- Team Type 1
- 2011- Jelly Belly presented by Kenda
- 2012- Team Optum p/b Kelly Benefit Strategies
- 2013- Optum p/b Kelly Benefit Strategies
- 2014- UnitedHealthcare Pro Cycling Team
- 2015- UnitedHealthcare Pro Cycling Team